# Desanka Schwara
Desanka Schwara (* 27. Februar 1959 in Kranj) ist eine Schweizer Historikerin slowenischer Herkunft.

## Leben
Desanka Schwara besuchte 1975–1979 die Kantonale Handelsschule in Basel und 1981–1985 berufsbegleitend Maturitätskurse für Berufstätige. 1986–1992 studierte sie Geschichte, Russistik und Anglistik in Basel. 1998 promovierte sie in Geschichte an der Universität Basel, wo sie 2006 auch habilitierte. 1997–2000 arbeitete sie als wissenschaftliche Mitarbeiterin am Simon-Dubnow-Institut an der Universität Leipzig, 2000–2003 war sie Projektleiterin des SNF-Forschungsprojekts „Unterwegs: Jüdische Reisende und die Erfahrung von Heimat und Fremde in der Neuzeit“ an der Universität Basel. 2002 lehrte sie als Visiting Professor an der University of Illinois, Urbana-Champaign USA. 2005–2010 arbeitete sie als SNF-Förderungsprofessorin am Historischen Institut der Universität Bern mit dem Projekt „Entgrenztes Europa: Diasporagruppen als transkulturelle und gebietsübergreifende Verbindungselemente 1492–1918“. Seit ihrer Promotion hatte sie verschiedene Lehraufträge an den Universitäten Basel, wo sie seit 2006 die venia docendi besitzt, Bern, Zürich, Leipzig und Ljubljana, seit 2019 bei den Kulturwissenschaften an der Universität Basel. 2007–2009 gehörte sie dem Regenzausschuss der Universität Basel an. 2012 wurde sie vom Wissenschaftskolleg zu Berlin als möglicher Fellow nominiert.
Schwaras Forschungsschwerpunkte liegen in transnationaler Geschichte, in der vergleichenden Geschichte Europas, in der interkulturellen Kommunikation und in der jüdischen Kultur. Vor allem interessiert sie das Wechselverhältnis zwischen Individuum und kulturell-politischem Kontext.

## Schriften
- Humor und Toleranz. Ostjüdische Anekdoten als historische Quelle, Köln 1996 (2. Aufl. 2001)
- „Ojfn weg schtejt a bojm“. Jüdische Kindheit und Jugend in Galizien, Kongresspolen, Litauen und Russland 1881–1939, Köln 1999 (Dissertation)
- Unterwegs. Reiseerfahrung zwischen Heimat und Fremde in der Neuzeit, Göttingen 2007 (Habilitationsschrift)
- Kaufleute, Seefahrer und Piraten im Mittelmeerraum der Neuzeit. Entgrenzende Diaspora – verbindende Imaginationen, München 2011 (Monographie vergleichend angelegter Lokalstudien, Resultat der SNF-Förderungsprofessur an der Universität Bern, Hg. unter Mitarbeit von Luise Müller und Patrick Krebs, die Autoren sind Desanka Schwara, Luise Müller, Patrick Krebs, Ivo Haag und Marcel Gosteli)
- The Triumph of Nazi Cinema: 1933–2013, Hebrew University of Jerusalem 2014 (Konferenzbericht)